# سده ۱ (پیش از هجری قمری)
| سده‌ها: | سده - سده یکم پیش از هجرت - سده ۱ |
| دهه‌ها: | ۰۰ ۱۰ ۲۰ ۳۰ ۴۰ ۵۰ ۶۰ ۷۰ ۸۰ ۹۰     |

قرن ۱ پیش از هجرت قمری در تقویم هجری قمری به فاصله سالهای ۱۰۰ تا ۱ پیش از هجرت پیامبر از مکه به مدینه گفته می‌شود.

## رویدادها
- اول محرم ۵۳ پیش از هجرت: یکشنبه، ۶ اسفند ۵۲ پیش از هجرت؛ حملهٔ ابرهه به خانهٔ خدا
- ۱۷ ربیع‌الاول ۵۳ پیش از هجرت: آدینه، ۲۱ اردیبهشت ۵۱ پیش از هجرت؛ تولد پیامبر اسلام
- ۱۰ ربیع‌الاول ۴۵ پیش از هجرت: آدینه، ۱۷ بهمن ۴۴ پیش از هجرت؛ درگذشت عبدالمطلب بن هاشم
- ۱۰ ربیع‌الاول ۲۸ پیش از هجرت: سه‌شنبه، ۱۴ مرداد ۲۷ سال پیش از هجرت؛ ازدواج پیامبر اسلام با خدیجة بنت خُوَیلِد
- ۱۳ رجب ۲۳ پیش از هجرت: آدینه، ۱۹ مهر ۲۲ پیش از هجرت؛ تولد امام علی بن ابی‌طالب
- ۲۷ رجب ۱۳ پیش از هجرت: یکشنبه، ۱۸ تیر ۱۲ پیش از هجرت؛ نخستین وحی بر پیامبر اسلام
- ۲۱ رمضان ۱۳ پیش از هجرت: پنجشنبه، ۹ شهریور ۱۲ پیش از هجرت؛ نزول قرآن
- اول محرم ۶ پیش از هجرت: سه‌شنبه، ۱۰ مهر ۶ پیش از هجرت؛ آغاز حصر اقتصادی در شعب ابی‌طالب
- ۷ رمضان ۳ پیش از هجرت: شنبه، ۱۰ اردیبهشت ۲ پیش از هجرت؛ درگذشت ابوطالب بن عبدالمطّلب، عموی پیامبر اسلام
- ۱۰ رمضان ۳ پیش از هجرت: سه‌شنبه، ۱۳ اردیبهشت ۲ پیش از هجرت؛ درگذشت خدیجة بنت خُوَیلِد، همسر پیامبر اسلام